# Робинетт, Уоррен
Джозеф Уоррен Робинетт (англ. Joseph Warren Robinett Jr.; родился 25 декабря 1951 года) — разработчик программного обеспечения для компьютерной графики, известный как разработчик игры Adventure — первой графической приключенческой игры для Atari 2600 — и как основатель The Learning Company, где он разработал Rocky's Boots и Robot Odyssey .
Окончил Университет Райса в 1974 году. После окончания обучения работал программистом на Фортране в Western Geophysical в Хьюстоне. Получил степень магистра в Калифорнийском университете в Беркли в 1976 году, а в ноябре 1977 года перешел на работу в Atari, Inc..

## Atari, Inc
Его первая попытка в Atari — Slot Racers для Atari 2600. Пока он работал над ней, он открыл для себя текстовую игру Colossal Cave Adventure и решил что сделать графическую версию игры. Игра Adventure для Atari 2600 вышла намного проще, что не помешало ей стать бестселлером (было продано около миллиона копий).
Дизайнеры Atari в то время не получали должного признания за свои игры, потому что Atari боялась того, что им придется торговаться с известными дизайнерами. В ответ на это Робинетт поместил в игру скрытый объект, который позволил бы игроку добраться до скрытого экрана, на котором отображались слова «Created by Warren Robinett» («Создано Уореном Робинетом») что является одной из самых ранних известных пасхальных яиц в видеоигре.

## После Atari
Он основал The Learning Company в 1980 году и работал там над несколькими развивающими играми, включая Rocky’s Boots и Robot Odyssey для Apple II. Позже The Learning Company была приобретена Softkey в 1995 году за 606 миллионов долларов США.
С тех пор он работал над проектами виртуальной реальности для НАСА и Университета Северной Каролины.
В 2016 году Робинетт анонсировал «The Annotated Adventure» , книгу, описывающую дизайн и реализацию Adventure для Atari 2600.